# Propulsor de íons
Motor a íons
Propulsor de Íons é um dos diversos tipos de propulsão espacial, que utiliza feixes de luz à base de energia elétrica. Especificamente, esta propulsão de energia deve ser de base nuclear, pois a força de impulsão é muito forte. A introdução desse método só pode ser feita com um jato de energia elétrica, que dá uma força de repulsão maior. Portanto, esse método se baseia num reator nuclear onde toda a energia nuclear será expelida intensamente.

## Origens
A primeira pessoa a mencionar a ideia de propulsão elétrica, ou propulsão iônica, publicamente, foi o cientista russo, pioneiro da teoria da astronáutica, Konstantin Tsiolkovsky em 1911. Contudo, o primeiro documento a propor a propulsão elétrica foram as anotações feitas à mão do americano Robert H. Goddard, datadas de 6 de Setembro de 1906.
Os primeiros experimentos com propulsores elétricos foram conduzidos por Goddard na Clark University de 1916-1917. A técnica era recomendada para condições próximas ao vácuo em altas altitudes, embora tenha sido demonstrada possível e com resultados satisfatórios à pressão atmosférica. A ideia apareceu novamente no “Wege zur Raumschiffahrt” (Caminhos para a Viagem Espacial) do cientista alemão Hermann Oberth publicado em 1923, onde ele explica sua visão da economia de massa para a propulsão elétrica, previu o uso na propulsão de aeronaves e em controle de altitude, e defendeu a aceleração eletrostática de partículas carregadas.
O primeiro propulsor elétrico funcional foi construído pelo físico americano Harold R. Kaufman, em 1959, nas instalações da NASA no Centro de Pesquisa Glenn. Foi similar a uma propulsão iônica de grades eletrostáticas e utilizou, assim como outros propulsores nos estágios iniciais do desenvolvimento da tecnologia, mercúrio e césio como propelentes. Testes sub-orbitais foram realizados durante as décadas de 1960, e em 1964, o motor foi enviado para um voo sub-orbital a bordo do Space Electric Rocket Test (SERT 1). Ele operou com sucesso para os 31 minutos planejados antes de cair na Terra. Esse teste foi seguido por um teste orbital, SERT-2, em 1970.
Uma forma alternativa de propulsão elétrica, o Propulsor a Efeito Hall foi estudado independentemente nos E.U.A e na União Soviética nas décadas de 1950 e 1960. O Propulsor a Efeito Hall operava nos satélites soviéticos desde 1972 e somente na década de 1990, eles foram essencialmente usados para a estabilização de satélites nas direções Norte-Sul e Leste-Oeste. Em torno de 100-200 motores completaram missões para a U.R.S.S. e para os russos no até o final da década de 1990. O design russo da propulsão foi introduzido no Ocidente em 1992, depois de um time de especialistas de propulsão elétrica do Laboratório de Propulsão a Jato, do Centro de Pesquisas Glenn (ambas pertencentes à NASA), juntamente com a Air Force Research Laboratory e com o apoio da Ballistic Missile Defense Organization visitou os laboratórios russos.

## Modelos de propulsores de íons
Existe um tipo específico de propulsão aleatória de íons, que é:
- Propulsor a reação nuclear; Esta propulsão e a básica, e mais completa.

## Desenho Geral

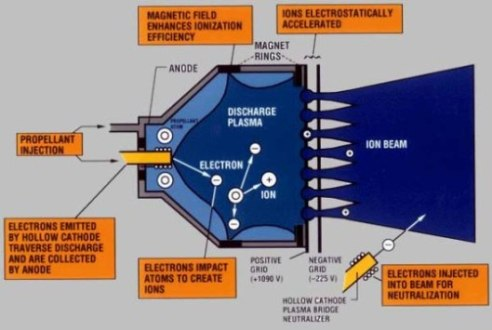
Diagrama de funcionamento de um motor a íons eletrostático

No projeto mais simples, chamado motor a íons eletroestático, um gás inerte como argônio ou vapor de mercúrio são ionizados pela exposição a elétrons fornecidos por um cátodo. O íons assim produzidos são acelerados passando por uma grade altamente carregada eletroestaticamente. Elétrons são, então, injetados dentro do fluxo de íons enquanto os íons carregados positivamente são ejetados pelo motor. Isso mantém a espaçonave eletricamente neutra. A aceleração é conseguida com uma pequena massa de reação (isto é, o impulso específico é muito elevado).

## Uso de Energia
A principal preocupação é a quantidade de energia ou força requerida para o funcionamento do motor, utilizada em parte para ionizar os materiais, mas principalmente para acelerar os íons às velocidades extremamente altas requeridas para o perfeito funcionamento do motor. Velocidades de exaustão da ordem de 30 km/s não são incomuns. Essas velocidades são bem superiores às velocidades conseguidas com os melhores foguetes químicos, que chegam a 3–4.5 km/s. E isso conseguido com uma quantidade notavelmente baixa de propelente.
Utilizando propulsores de íons, a maior parte da energia é utilizada para impulsionar os íons a alta velocidade, e isto afeta os níveis de pressão. Sabemos que a pressão total obtida de uma dada quantidade de energia é inversamente proporcional à velocidade de exaustão (desde que o consumo de energia por o quilograma do propulsor seja proporcional à velocidade da exaustão, mas a pressão por o quilograma do propulsor é somente proporcional à velocidade da exaustão ). Para aumentar a força de exaustão em 10 vezes, é necessário um aumento de 100 vezes da potência elétrica.
Para um exemplo extremo, um motor de íon que usa um acelerador de partículas pode ser projetado para conseguir uma velocidade da exaustão que aproxima a velocidade da luz. Isto poderia fornecer um impulso específico de propulsão que aproxima 30.000.000 segundos, mas este daria inevitável uma força de aceleração insignificante devido ao fluxo baixo do propulsor.
A velocidade da exaustão alcançada por íons quando são acelerados dentro de um campo elétrico pode ser calculada usando a seguinte equação (não-relativistica):
{\displaystyle V_{e}={\sqrt {2{Q \over M}V_{a}}}}

## Força de Aceleração
Na prática, com as fontes de energia utilizadas atualmente com geração de aproximadamente dez quilowatts (KW), os motores à íons resultam somente em forças extremamente modestas (frequentemente dezenas ou centenas de newtons). Os grandes motores de propulsão de íons requerem fontes de força elétrica grandes e maciças. Os motores de íons fornecem tipicamente taxas de aceleração para naves espaciais de 10−5 a 10−3 g (0.0001 m/s2 a 0,01 m/s2).

## Vida útil
Devido à baixa força de impulso, o tempo de vida do motor de íons torna-se importante. O motor deve ser mantido funcionando por uma grande parte do tempo, para garantir uma aceleração contínua e permitir uma velocidade útil.
No projeto mais simples de motor iônico, os íons frequentemente colidem com a grade aceleradora, desgastando-a e provocando eventuais falhas. Grades aceleradoras menores diminuem a probabilidade de colisões, porém também diminuem a quantidade de carga elétrica que podem acumular, diminuindo assim a aceleração.